# Vídeň
Vídeň (deutsch Wien) ist eine Gemeinde in Tschechien. Sie liegt fünf Kilometer nördlich von Velké Meziříčí und gehört zum Okres Žďár nad Sázavou.

## Geographie
Vídeň befindet sich in der zur Böhmisch-Mährischen Höhe gehörigen Křižanovská vrchovina (Krischanauer Bergland). Das Dorf liegt linksseitig der Oslava an der Talsperre Mostiště. Im Osten und Süden wird der Ort vom Bach Mastník umflossen. Nordöstlich erhebt sich der Špimberk (589 m), daran schließt sich der Šebeň (Schebenwald) an.
Nachbarorte sind Bory und Ševčina im Norden, Cyrilov im Nordosten, Dobrá Voda im Osten, Kozlov im Südosten, Martinice und Nové Dvory im Süden, Mostiště im Südwesten, Nedomův Mlýn und Závist im Westen sowie Olší nad Oslavou im Nordwesten.

## Geschichte
Die erste urkundliche Erwähnung des zur Herrschaft Mostiště gehörigen Dorfes Wyeden erfolgte 1370. Der größte Teil des Dorfes wurde 1390 an die Herrschaft Meziříčí angeschlossen. Seit dem 15. Jahrhundert hatte Vídeň einen Erbrichter. Der Freihof war 1595 Sitz des Vladiken Šimon Vídeňský. Der Ortsname wurde später auch als Wyenn und Vieden geschrieben. 1695 wurde Jakub Ambrož Richter in Vídeň, seine Nachfahren versahen dieses Amt bis ins 20. Jahrhundert.
Nach der Aufhebung der Patrimonialherrschaften bildete Vídeň/Wien ab 1850 eine politische Gemeinde im Bezirk Velké Meziříčí. Zwischen 1957 und 1961 entstand die Talsperre an der Oslava. Mit Beginn des Jahres 1961 wurde der Okres Velké Meziříčí aufgelöst und die Gemeinde dem Okres Žďár nad Sázavou zugeordnet. 1980 erfolgte die Eingemeindung nach Velké Meziříčí. Seit 1992 besteht die Gemeinde wieder.

## Ortsgliederung
Für die Gemeinde Vídeň sind keine Ortsteile ausgewiesen. Zu Vídeň gehört die Einschicht Nedomův Mlýn.

## Sehenswürdigkeiten

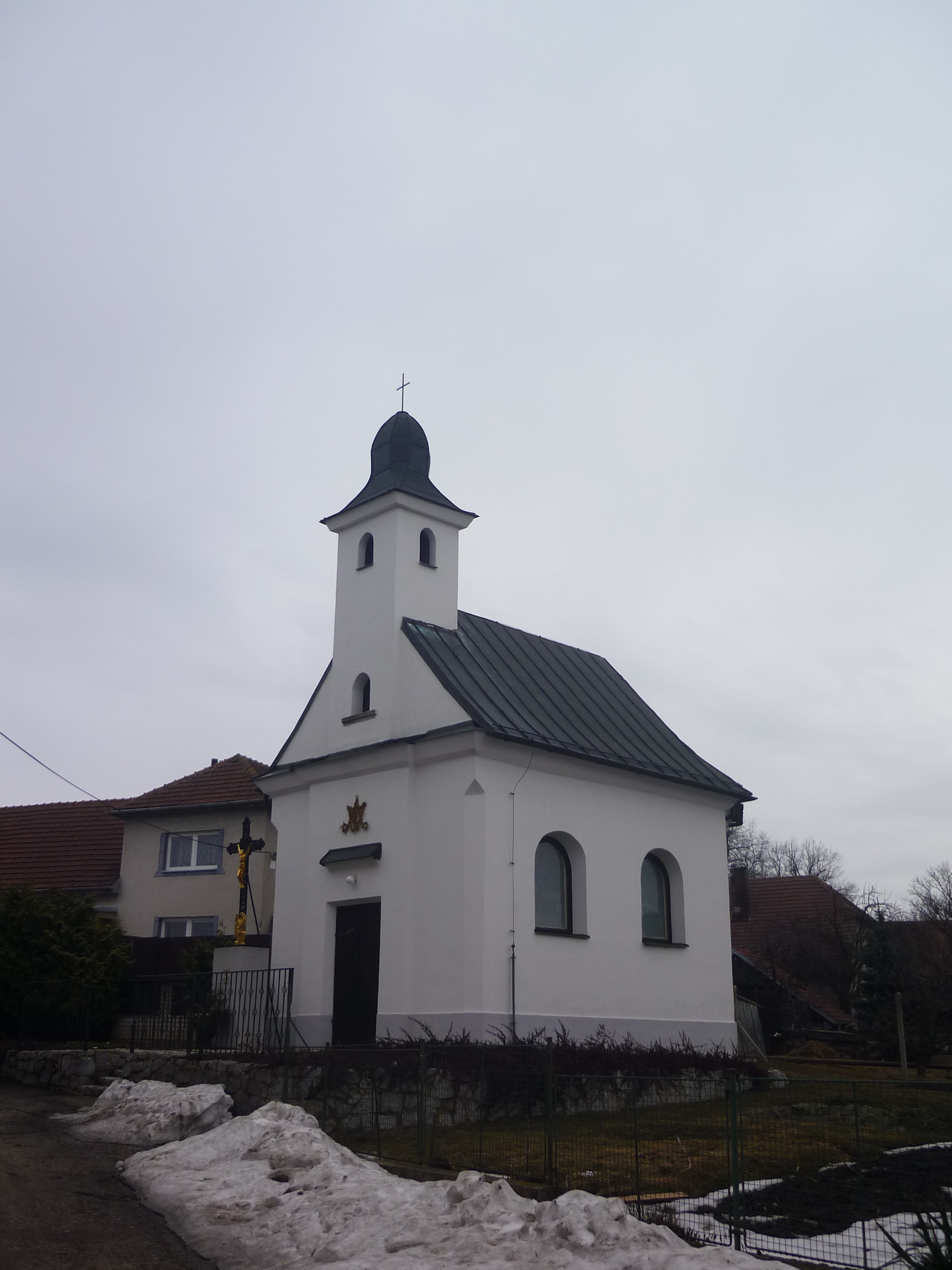
St.-Anna-Kapelle

- Kapelle der heiligen Familie, erbaut 1841
- Matthäus-Kapelle, errichtet 1800, an der Straße nach Mostiště
- Nedomův Mlýn, die unterhalb des Dammes der Talsperre gelegene Mühle ist seit 1643 nachweisbar
- Linde am Dorfplatz, der denkmalgeschützte 250-jährige Baum hat einen Stammumfang von 450 cm
- Ambrož-Allee, aus 37 Eichenbäumen bestehende Allee, um 1800 gepflanzt
- Ambrož-Eiche, eine 250-jährige Sommereiche mit einem Stammumfang von 430 cm und 18 m Höhe, nordwestlich des Dorfes
- Naturschutzgebiet Šebeň (Schebenwald) mit Waldameisenpopulation
- Naturschutzgebiet Dobrá Voda, am Oberlauf des Mastník westlich des Špimberk
- St.-Anna-Kapelle

## Söhne und Töchter der Gemeinde
- Karel Dvořák (* 1949), tschechoslowakischer Fußballspieler bei Zbrojovka Brno